# Hilde Meisel
Pour les articles homonymes, voir Meisel.
Hilde Meisel ou Hilda Monte, née le 31 juillet 1914 à Vienne en Autriche et morte le 17 avril 1945 à la frontière entre l'Autriche et le Liechtenstein près de Feldkirch, dans le Vorarlberg, est une écrivaine et journaliste allemande, militante socialiste et résistante contre le nazisme. Pendant son exil en France et en Angleterre, elle écrit sous le pseudonyme de Hilda Monte, appelant à la Résistance intérieure au nazisme dans des magazines, des livres et des émissions de radio. Elle agit comme courrier et entreprend à plusieurs reprises des opérations secrètes en Allemagne, en Autriche, en France et au Portugal avant d'être abattue juste avant la fin de la Seconde Guerre mondiale.

## Biographie

### Enfance
Hilde Meisel est née à Vienne le 31 juillet 1914. Elle est la plus jeune des deux filles de Rosa Meyer (1889-) et de l'homme d'affaires Ernst Meisel (1886-1953), une famille juive de la classe moyenne. En 1915, avec le début de la Première Guerre mondiale, la famille retourne à Berlin où ils ont déjà vécu et où sa sœur aînée, Margot, est née en 1912. Ernst Meisel travaille dans l'import-export d'articles ménagers. Ses parents vivent à Berlin de 1915 à 1939, avant d'émigrer au Caire.
En 1924, sa sœur Margot rejoint un groupe de jeunes juifs allemands aux idées révolutionnaires socialistes, appelé Schwarzer Haufen, qui fait partie du Wanderbund-Kameraden. Elle se lie d'amitié avec le leader du groupe, Max Fürst et Hans Litten, son ami d'enfance et chef idéologique du groupe. Plus tard, Margot Meisel épouse Max Fürst et travaille comme secrétaire pour Hans Litten. Suivant l'exemple de sa sœur aînée, Hilde Meisel se politise très tôt, devient membre, comme elle, du « Schwarzen Haufen » (« SH ») un groupe de gauche au sein du Wanderbund, dirigé par Hans Litten.
Hilde Meisel fréquente un lycée à Berlin.
En 1929, ou 1933 selon les sources, elle part en Angleterre où elle suit les cours de Harold Laski à la London School of Economics,.

### La résistance contre le nazisme

#### Ligue socialiste militante internationale
Depuis l'âge de quinze ans, Hilde Meisel participe aux activités de l'Internationaler Sozialistischer Kampfbund (ISK), un groupe dissident du Parti social-démocrate d'Allemagne (SPD) pendant la République de Weimar et qui est actif dans la lutte contre le nazisme. Elle contribue à la rédaction du journal de l'ISK, "Der Funke" avec de nombreux articles qui portent surtout sur les problèmes économiques en France, en Angleterre et en Espagne,,.
A la fin de l'été 1938, le régime nazi dissout entièrement l'ISK qui, bien qu'interdite depuis 1933, était jusque là peu inquiétée. L'organisation reste cependant active dans la clandestinité, avec des groupes à l'étranger. Celui de Londres compte environ 20 personnes, dont Hilde Meisel est l'une des membres les plus actives. Plus tard, en 1939, alors qu'elle est partisane d'une position plus radicale, qui inclut des attentats contre Hitler et les dirigeants nazis, elle prend ses distances avec l'ISK qui ne lui semble pas assez combatif, comme Fritz Eberhardt et d'autres résistants.
Lorsque Der Funke est interdit, en février 1933, Hilde Meisel s'installe quelque temps à Cologne, où elle organise des groupes illégaux, aide à faire passer clandestinement des personnalités du mouvement ouvrier et des fonds vers les Pays-Bas, la Belgique et Suisse, et fait entrer de la littérature interdite dans l'Allemagne nazie. À son retour à Berlin, elle crée des organisations de propagande socialiste clandestines pour s'opposer au plébiscite du 19 août 1934 qui confirme Hitler comme Führer.

#### Paris
Elle passe ensuite deux ans à Paris, entre 1934 et 1936, durant lesquelles elle prend le pseudonyme Hilda Monte pour rédiger des publications pour la résistance allemande, qu'elle introduit clandestinement en tant que coursier en Allemagne. Par la suite, elle utilise encore d'autres noms de codes :  Helen Harriman, Selma Trier, Eva Schneider ou Hilde Bachmann et son nom d'épouse Elisabeth Olday. Elle participe au comité éditorial du journal Sozialistische Warte (Perspectives socialistes). Elle fait régulièrement des voyages en Allemagne pour aider les groupes syndicaux clandestins et apporter la littérature clandestine.
En 1935, sa sœur et son mari, Max Fürst (de) émigrent en Palestine mandataire peu de temps après leur libération du camp d'Oranienbourg .

#### Exil au Royaume-Uni
En 1936, elle s'exile à Londres où elle travaille comme journaliste : elle publie des articles, des livres, donne des conférences et participe à des émissions de radio à la BBC.
En 1938, elle contracte un mariage blanc avec le caricaturiste et anarchiste John Olday (en) (1905–1977) qui a la double nationalité allemande et britannique afin d'être à l'abri d'une éventuelle expulsion du Royaume-Uni. John Olday rapporte par la suite de nombreuses informations sur la vie d'Hilde Meisel en Angleterre mais ses souvenirs s'avèreront peu fiables.
Au printemps 1941 Hilde Meisel, sous le pseudonyme d'« Helen Harriman », tente de se rendre en Allemagne avec le soutien britannique. Elle ne parvient pas plus loin que le Portugal mais réussit, en coopération avec la Fédération internationale des ouvriers du transport, à y rétablir les liens avec divers services secrets alliés

#### Soutien à Hans Litten
En octobre 1937, lorsque la situation de l'avocat et résistant Hans Litten, détenu au camp de concentration de Dachau après des séjours éprouvants dans plusieurs autres camps, se détériore  Hilde Meisel s'associe activement aux demandes de libération qui arrivent d'Allemagne et de l'étranger. Avec d'autres partisans, elle parvient à publier un article dans le Manchester Guardian le 26 janvier 1938, In Dachau Camp. The Tragic Case of Hans Litten. Ces efforts sont inutiles, Hans Litten se suicide quelques jours plus tard, le 5 février 1938,.

#### La radio de la révolution européenne
Hilde Meisel et Fritz Eberhard créent une station radio, appelée Sender der Europäischen Revolution (Station de la révolution européenne) qui s'adresse principalement aux travailleurs allemands avec des instructions pratiques sur le sabotage industriel et des transports. La première émission est diffusée le 7 octobre 1940,.

#### Livres
En 1940, elle écrit avec Fritz Eberhard le livre How to Conquer Hitler (Comment vaincre Hitler) et Help Germany to revolt (Aidez l'Allemagne à se révolter).
En octobre 1943, elle publie le livre The Unity of Europe, dans lequel elle appelle à la constitution d'une fédération européenne après la défaite du nazisme. Ce plaidoyer peut être considéré comme l'élaboration la plus fouillée issue de la résistance allemande, sur les conditions européennes de paix de l'après-guerre. Elle plaide non seulement pour la création d'un certain nombre d'institutions européennes (European Central Authority, European Investment Board, European Central Bank, international universities, etc.), mais prévoit également qu'une communauté européenne ne pourra prendre vie que grâce à l'engagement de groupes de la société civile,.

#### Services secrets
Au milieu de l'année 1944, Hilde Meisel s'engage auprès de l'Office of Strategic Services (OSS) américain et le Special Operations Executive (SOE) britannique pour une mission d'infiltration en Allemagne qui devrait avoir lieu avant même la capitulation.
Les biographies concernant ce travail avec les services secrets sont assez parcellaires et compliquées. Il semblerait que l'OSS l'ait recrutée pour le Projet Faust, pour lequel quelque 200 agents devaient obtenir des informations militaires et politiques sur l'Allemagne. Ces agents reçoivent une formation très complète.
En septembre 1944, Hilde Meisel et Anna Beyer (de) sont parachutées  à Thonon-les-Bains, près du lac Léman, dans un pré utilisé comme terrain d'atterrissage par le SOE. Elles regagnent la Suisse à l'aide de résistants locaux et d'un officier anglais. A Genève, Hilde Meisel participe à une réunion de résistants organisées dans la maison de Willem Visser 't Hooft. Elle est alors affectée comme courrier à Jupp Kappius, un socialiste allemand chargé de mener des opérations de sabotage,.
Elle séjourne ensuite quelque temps avec Anna Beyer dans les Alpes tessinoises. On peut supposer qu'Hilde Meisel se soit à nouveau rapprochée de l'ISK à cette époque. Peu avant la fin de la guerre, des employés de l'ambassade américaine à Berne auraient tenté de recruter Hilde Meisel, Anna Beyer, Hanna Bertholet et Änne Kappius pour des missions de sabotage en Allemagne, mais toutes les femmes ont refusé, sauf peut-être Änne Kapius. .
Fin 1944, elle prend contact depuis la Suisse, avec des groupes de résistance socialistes autrichiens du Vorarlberg,.
Au début de l'année 1945, Hilde Meisel accepte une demande de la résistance autrichienne d'effectuer une mission de liaison dans la région du Vorarlberg. Elle se rend clandestinement à Bludenz, Bregenz, Dornbirn et Feldkirch.
Au retour d'une mission de liaison, le 17 avril 1945, Hilde Meisel, voyageant sous le nom d'Eva Schneider, est abattue en tentant de retourner en  Suisse, par les gardes frontières austro-allemands à la frontière entre l'Autriche et le Liechtenstein près de Feldkirch, dans le Vorarlberg  alors qu'elle essaie de fuir,. Touchée à la cuisse, elle se vide de son sang alors qu'elle se trouve encore à la frontière.
L'administration locale a payé les frais d'inhumation au cimetière protestant de la ville en puisant dans l'argent qu'elle transportait. Ce n'est que deux ans plus tard qu' Anton Linder, membre du Conseil national du Vorarlberg, identifie Eva Schneider comme étant "Hilde Olday née Meisel". Par décision du 25 mars 1947, le tribunal de grande instance de Feldkirch rectifie les données personnelles du registre des décès.
Sa pierre tombale au cimetière protestant de Feldkirch est érigée à l'initiative des socialistes autrichiens. L'inscription se lit comme suit : « Ici repose notre camarade inoubliable Hilde Monte-Olday, née le 31.7.1914 à Vienne et morte le 17.4.1945 à Feldkirch. Elle a vécu et est morte au service de l'idée socialiste. ».

## Hommages
- Sa tombe à Feldkirch est restaurée en 2021 et une plaque inaugurée par la congrégation protestante de Feldkirch, le musée juif d'Hohenems et le Parti social-démocrate d'Autriche[9]
- Deux rues portent le nom Hilda Monte à Bergkamen et Hambourg
- Un Stolperstein, au nom de Hilda Monte, est placé à Berlin-Wilmersdorf, Landhausstrasse 3[10]
- Le musée juif de Hohenems en Autriche rend régulièrement hommage à Hilda Monte dans ses activités et a posé une plaque commémorative à son nom[11].
- En 2018, son histoire fait partie de l'exposition du Musée juif de Vienne, Verfolgt. Verlobt. Verheiratet. Scheinehen ins Exil.
- Le Mémorial de la résistance et des déserteurs de Brégence porte la mention : « Meisel, Hilde (Monte-Olday) Combatttant clandestin en exil Mort par balle à Feldkirch en 1945 »
- Son beau-frère, Max Fürst lui rend hommage dans son livre Talisman Scheherazade [12].